# Neptis clinia
Neptis clinia är en fjärilsart som beskrevs 1872 av Frederic Moore. Arten ingår i släktet Neptis och familjen praktfjärilar. Arten förekommer i södra Asien och Sydostasien.Inga underarter finns listade i Catalogue of Life.

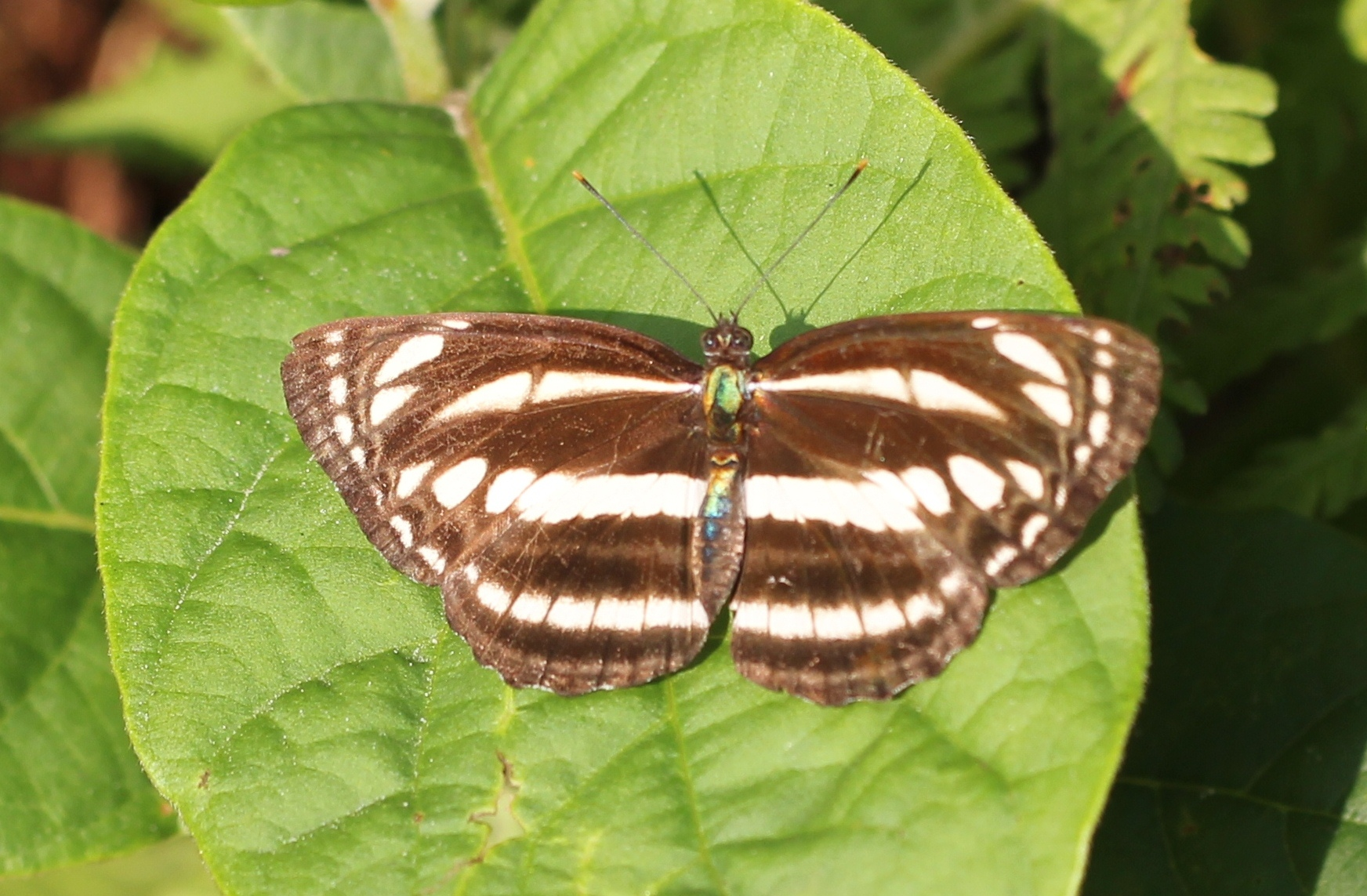
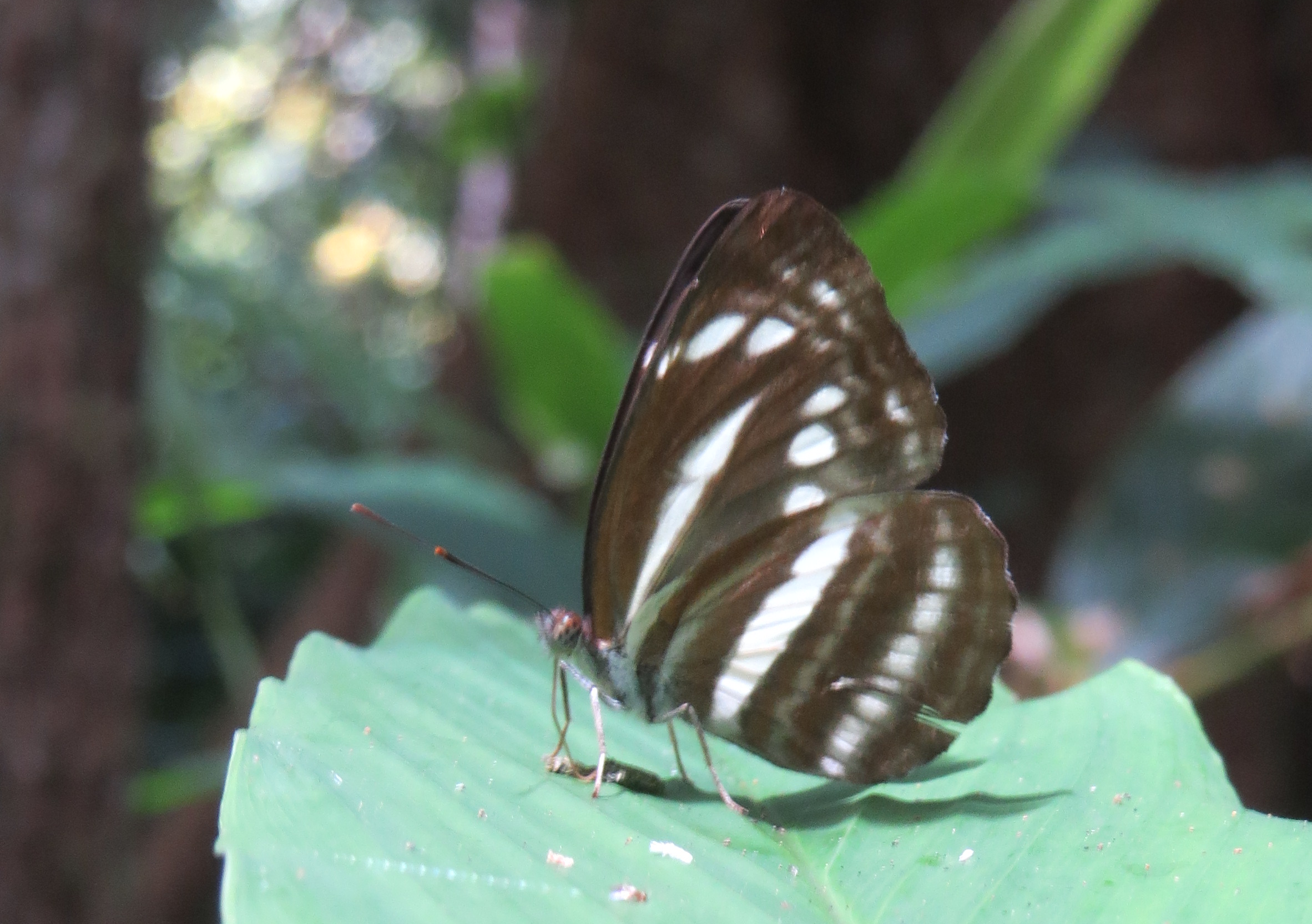